# Black Lake (chanson)
Pour l’article homonyme, voir Black Lake.
 (juin 2025).
Pistes de Vulnicura
History of Touches Family
Black Lake est une chanson enregistrée par la chanteuse et compositrice islandaise Björk pour son huitième album studio Vulnicura. Durant dix minutes et huit secondes, c'est la chanson la plus longue que la chanteuse ait composée pour un de ses albums. Écrite par Björk après sa séparation avec l'artiste contemporain Matthew Barney, les paroles de Black Lake décrivent son chagrin, sa colère et ses tentatives de pardonner à Barney. Ses émotions grandissent à mesure que chaque couplet progresse, menant aux derniers vers décrivant son « retour à la maison ». Le morceau est publié avec le reste de l'album le 20 janvier 2015 chez One Little Indian Records. Avec une production et une programmation supplémentaires d'Arca, un mixage de The Haxan Cloak, des arrangements de cordes et de chant de Björk et un quatuor de violoncellistes, Black Lake consolide une sonorité dramatique avec des violoncelles et des rythmes électroniques qui s'estompent et réapparaissent tout au long de la chanson.
Black Lake est salué par la critique pour sa profondeur lyrique, ses rythmes tendus et vivants, et son rythme entraînant. Plusieurs l'ont ainsi considéré comme le point central de Vulnicura et ont marqué le départ de Björk, au cœur d'une carrière souvent perçue comme plus détachée sur le plan thématique. Bien que l'album ne contienne aucun single commercialisé, Black Lake et le reste de l'album ont été promus lors du Vulnicura Tour et d'une exposition au MoMA.
Le clip de la chanson est réalisé par le cinéaste Andrew Thomas Huang. Il illustre la tristesse et les émotions de Björk, alors qu'elle traverse les terres arides d'Islande, un gouffre volcanique sombre et un bassin luxuriant. Présenté en avant-première lors de l'exposition sur la chanteuse au MoMA en mars 2015, il est rendu public en juin suivant. Depuis son apparition à l’exposition en réalité virtuelle Björk Digital (en), Björk interprète Black Lake lors de deux de ses tournées, la plus récente étant Björk Orkestral.

## Contexte et création

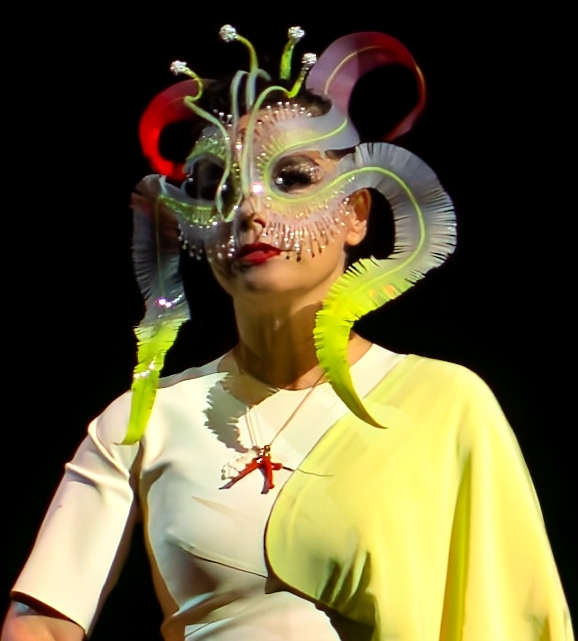
Björk lors du Vulnicura Tour en 2016.

En 2013, après la promotion de son précédent album Biophilia (2011), Björk commence à enregistrer Vulnicura. Pendant le début du processus de création de l'album, elle se sépare de son partenaire de l'époque, l'artiste contemporain américain Matthew Barney, et les mois qui suivent cet événement influencent la conception de Black Lake et de l'album dans son ensemble,. L'écriture de la chanson commence trois mois après leur séparation, lors d'un voyage de Björk au Japon ; elle fait remarquer dans une interview avec The Reykjavík Grapevine qu'elle était « incroyablement décalée » lorsqu'elle a commencé à écrire les paroles, travaillant à l'heure islandaise et passant souvent du temps dans des sources chaudes lors d'une retraite de santé avec son assistant et son petit ami.
Björk produit Black Lake aux côtés de l'artiste vénézuélienne Arca et s'occupe de la programmation avec elle et le mixeur du morceau, le producteur britannique The Haxan Cloak. Lors des séances d'enregistrement, The Haxan Cloak explique qu'il a été très « important que la voix reste très présente » tout en restant « intime plutôt qu'envahissante », tandis qu'Arca déclare avoir « pleuré comme un bébé » à la première écoute des démos de Black Lake et Family. The Haxan Cloak mixe la chanson au studio Baltic Place à Londres, et après plusieurs retouches du chant par Björk au studio Sundlaugin à Mosfellsbær, en Islande, l'enregistrement du morceau s'achève au début du printemps 2014. Après ne pas avoir pu assisté à la première britannique de son film Björk: Biophilia Live le 7 octobre 2014 en raison de son travail sur Vulnicura, Björk confirme une date de sortie en 2015 pour l'album, ainsi que pour le morceau,.

## Composition
Black Lake, la chanson la plus longue de son album Vulnicura, est décrite comme ayant des influences folk, contemporaine, folktronica et électronique en plus d'être une chanson d'amour triste,,. Les paroles du morceau relatent les conséquences de sa séparation avec son ex-partenaire Matthew Barney,, avec des couplets comprenant des lignes telles que « My soul torn apart / My spirit is broken (Mon âme déchirée / Mon esprit est brisé) » et « Family was always / Our sacred mutual mission / Which you abandoned (La famille a toujours été / Notre mission mutuelle sacrée / Que vous avez abandonnée) ». Björk elle-même a caractérisé la chanson comme représentant le « pardon » et déclare percevoir le concept comme la « seule façon d'avancer émotionnellement » dans cette situation, décrivant également comment chaque couplet représente un moment différent dans le temps, d'une manière similaire à sa chanson Possibly Maybe (1996), bien que la chanson soit largement décrite dans les notes de pochette comme étant écrite « deux mois après »,. Plusieurs paroles puisent leur source dans la nature. Le dernier couplet de Black Lake décrit son rétablissement mentale, en faisant rouler les « r », lorsqu'elle se compare à une fusée « rentrant chez elle » en entrant dans l'atmosphère, brûlant « couche par couche »,.
Entre chaque couplet se trouvent des points d'orgue qui durent parfois près de trente secondes après une suspension rigide des cordes, qui, selon Björk, représentent « cette émotion unique lorsque vous êtes coincé », ajoutant que bien que cela soit difficile, « c'est aussi le seul moyen d'échapper à la douleur, simplement revenir en arrière et réessayer, en essayant de faire un autre couplet ». La chanson commence initialement avec seulement un simple accompagnement de cordes avant que des rythmes électroniques spatialisés ne s'infiltrent dans et hors de l'audio, en plus d'un rythme « martelant » et « haletant » apparaissant tout au long de la partie centrale. Elle se termine et s'estompe avec une reprise des cordes seules entendues au début.

## Clip vidéo
Le clip vidéo de Black Lake est réalisé par Andrew Thomas Huang, à la demande du Museum of Modern Art (MoMA). Il est tourné en Islande pendant trois jours en juillet 2014 aux pieds du volcan Fagradalsfjall (à environ une demi-heure du domicile de Björk), au milieu de la nuit. Huang déclare à propos du tournage de la vidéo qu'elle « a été tournée dans un style très traditionnel, à la manière austère d'Ingmar Bergman », et que la décision de la filmer de cette manière est liée au fait que la chanson traite « de la fin de sa relation et de qui elle était ». Il a également déclaré que certaines de ses premières conceptualisations pour le clip étaient similaires à celles de la vidéo Mutual Core (sa première collaboration avec Björk), dans la mesure où elles étaient toutes deux « conçues pour comporter tous ces moments de « fantaisie sombre » ». Des croquis ont été réalisés par Björk et Huang afin d'illustrer davantage le scénario de la vidéo à son stade de développement ; afin de conserver une haute résolution pour les éruptions volcaniques des premières scènes de la vidéo, des drones sont déployés pour rendre des images de la zone à environ deux pieds d'intervalle, et l'une des scènes finales présentent une version animée d'une cape en forme de pétale (conçue par Iris van Herpen) s'effilochant dans les airs tandis que Björk tourne sur une chaise.
La vidéo montre d'abord Björk chantant dans une crevasse au milieu d'un désert volcanique, se déplaçant d'une manière lente et apathique. Après plusieurs scènes où elle trébuche et tombe, elle retrouve la capacité de marcher debout et frappe le sol et sa poitrine avec son poing tandis que des jets de lave bleue jaillissent en arrière-plan tandis que le rythme de la chanson s'accélère. La vidéo s'estompe puis recommence avec Björk vêtue d'une cape rose et d'un nouveau costume en plein jour. Une scène proche du point culminant montre les pétales de sa cape se déployant dans les airs, et avant la fin, la vidéo revient à la journée, où elle marche au milieu d'une vallée plus brumeuse et plus végétalisée.
La vidéo est d'abord diffusée en exclusivité dans une salle de cinéma lors de l'exposition sur la chanteuse au MoMA, avec des cônes sombres recouvrant les murs de manière à créer une ambiance « caverneuse » rappelant l'environnement dans lequel la vidéo a été tournée. Les murs et le plafond de la salle sont également recouverts d'un motif ondulé représentant les octaves et le volume de Black Lake à l'aide du logiciel Autodesk. Avant sa diffusion plus large sur YouTube, une bande-annonce de la vidéo a été publiée, montrant Björk allongée dans une parcelle de terre, le corps coupé en deux de droite à gauche, avec une blessure sur la poitrine et des champignons islandais ressemblant à des coraux poussant sur les côtés, tous deux réalisés à l'aide d'une imprimante 3D.